# Jalisco
Jalisco er en delstat i Mexico. Jalisco har et areal på 79.085 km² (der er uenighed med nogle nabostater over visse kommuner).
Vest for Jalisco ligger Stillehavet, mod nordvest den mexicanske delstat Nayarit, mod nord Zacatecas, Aguascalientes og San Luis Potosi, mod øst Guanajuato, samt mod syd Colima og Michoacan. I 2003 havde Jalisco et anslået indbyggertal på 6.487.000. ISO 3166-2-koden er MX-JAL.
Hovedstaden i Jalisco er Guadalajara . De større byer Ajijic, Chapala, Guzmán, Juarez, Puerto Vallarta,Tepatitlán de Morelos, Tlaquepaque, Tonalá og Zapopan Lagos de Moreno ligger også i delstaten.
- Wikimedia Commons har flere filer relateret til Jalisco

1. ↑  www.jalisco.gob.mx (fra Wikidata).